# Morristown (Nova Jersey)

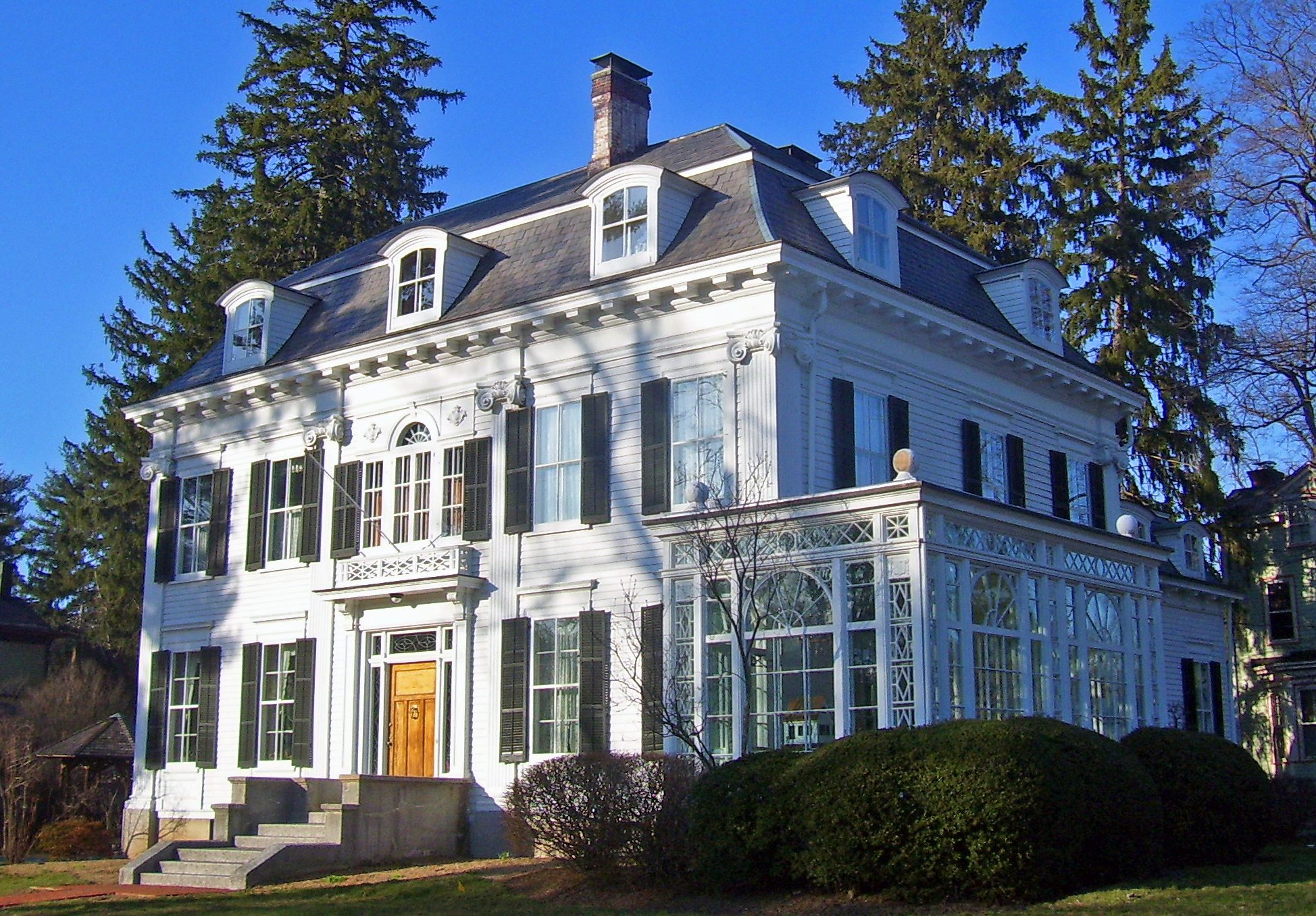
Casa de Thomas Nast a Morristown

Morristown és una ciutat al comtat de Morris, Nova Jersey, Estats Units. Pel cens estatunidenc de 2000, la població de la ciutat era de 18.544 habitants. El 2004, la seva població calculada era de 18.842 habitants. És la seu del comtat de Morris. Morristown es va fer coneguda com la capital militar de la revolució americana a causa de la seva funció estratègica en la Guerra d'Independència dels Estats Units.

## Persones notables
- Thomas Nast (1840-1902), caricaturista
- Tom Verlaine (1946-…), guitarrista i compositor rock